# Diasalpe

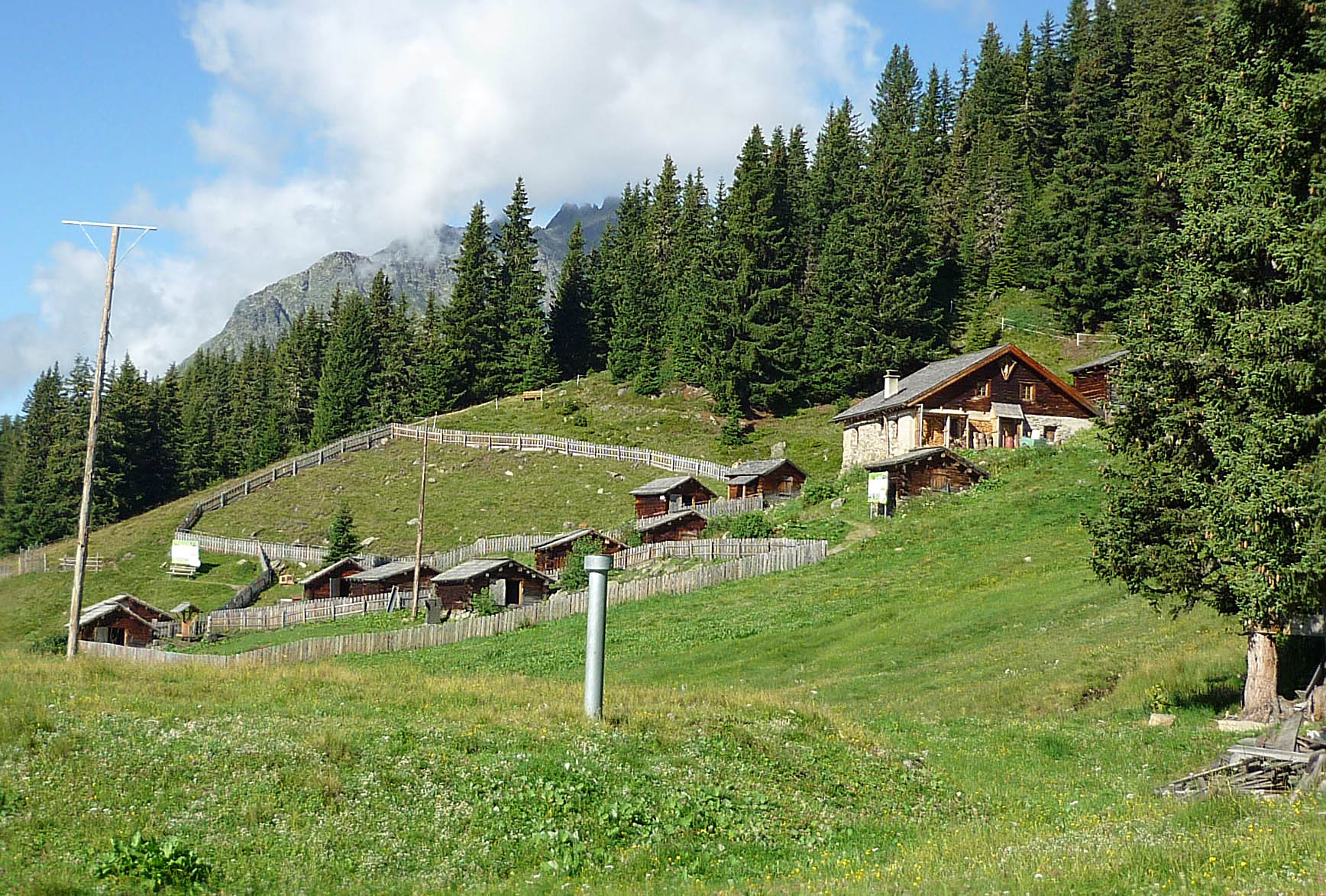
Alpe Dias (2012)

Die Diasalpe liegt auf der orografisch linken Seite des Paznauntals und somit im Verwall; sie gehört zur Gemeinde Kappl im Bezirk Landeck des österreichischen Lands Tirol.
Die ehemalige Alpsiedlung Alpe Dias besteht heute aus einer Sennhütte sowie 36 Kleinställen. Die Anlage steht unter Denkmalschutz (Listeneintrag).

## Lagebeschreibung
Die Alpe liegt im Gemeindegebiet von Kappl 1900 m ü. A. Seehöhe im Schutz eines bewaldeten Geländerückens.

## Geschichte
Der Name ist 1545 als Dieyes ersturkundlich genannt. Es liegt rätoromanisch tegia ‚Alphütte‘ zugrunde.
Die Alm wurde 1857 erstmals kartografisch erfasst und dokumentiert. Auf der Karte erscheint sie mit zwei gemauerten Sennhütten und 28 Stallgebäuden. Laut einer dendrochronologischen Untersuchung der Universität Innsbruck wurden die ältesten zum Bau verwendeten Hölzer bereits Mitte des 16. Jahrhunderts geschlägert. Diese Hölzer wurden im Rahmen diverser Umbauten jedoch für immer andere Funktionen herangezogen. Die alte Dias-Alpe mit ihrer Almkäserei war in der ursprünglichen Funktion bis zum Jahr 1981 in Betrieb. In der darauffolgenden Sommersaison wurde sie durch eine etwa 300 Meter höher gelegene Alm abgelöst. Das alte Alpgebäude wurde fortan als Ferienhütte für Touristen genutzt und im Inneren dementsprechend adaptiert. Nach der Unterschutzstellung der Almanlage im Jahr 2007 wurden erst die Dächer der Gebäude neu gedeckt und die Kuhschermen (Unterstände) repariert. 2012 konnte ein Konzept zur musealen Nachnutzung des Almgebäudes ausgearbeitet werden. Das Konzept bewahrte alle Bauten museal; in Form einer Ausstellung sowie einer Schau-Sennerei werden Einblicke in das Almleben von 1981 gegeben. Die Umsetzung wurde vom Bundesdenkmalamt begleitet und war Anstoß für die Unterschutzstellung weiterer Almanlagen.

## Architektur
Sennhütte
Die Sennhütte besteht aus steinsichtigem, in Lehm gesetztem und mit Kalkmörtel gestopftem Bruchsteinmauerwerk. Darüber erheben sich Giebelwände, die aus Holzblöcken gezimmert sind, sowie ein holzschindelgedecktes Satteldach. Das Haus wurde ungefähr 1910 errichtet. Der eingeschoßige Bau ist giebelseitig erschlossen und beherbergt einen großen Sennraum, zwei Kellerräume zur Lagerung von Käse und Butter, eine Stube, eine Schlafkammer sowie weitere Schlafstellen im Dachgeschoß.
Stallgebäude
Die Stallgebäude wurden, laut Jahresringanalysen der Bauhölzer, ebenfalls um 1910 erneuert, wobei die ältesten verbauten Baumstämme im Herbst/Winter 1796/97 geschlägert wurden. Bei den kleinteiligen Stallungen überwiegt die Holzblockbauweise mit schindelgedeckten Satteldächern. Sie sind wie die Sennhütte giebelseitig erschlossen und lagern auf Sockeln aus Bruchsteinmauerwerk. Die Gebäude wurden alle mit annähernd gleicher Firstausrichtung, parallel zu den Höhenlinien, auf den Hang gestellt.

## Spätere Nutzung
Auf dem Almgelände – heute Diasalpe genannt – wurde bereits im Jahr 1953 an der Stelle einer Jagdhütte mit dem Bau des Alpengasthofs Dias begonnen, den man 1956 fertig stellte. Er wurde später erweitert und befindet sich noch heute im Familienbesitz.

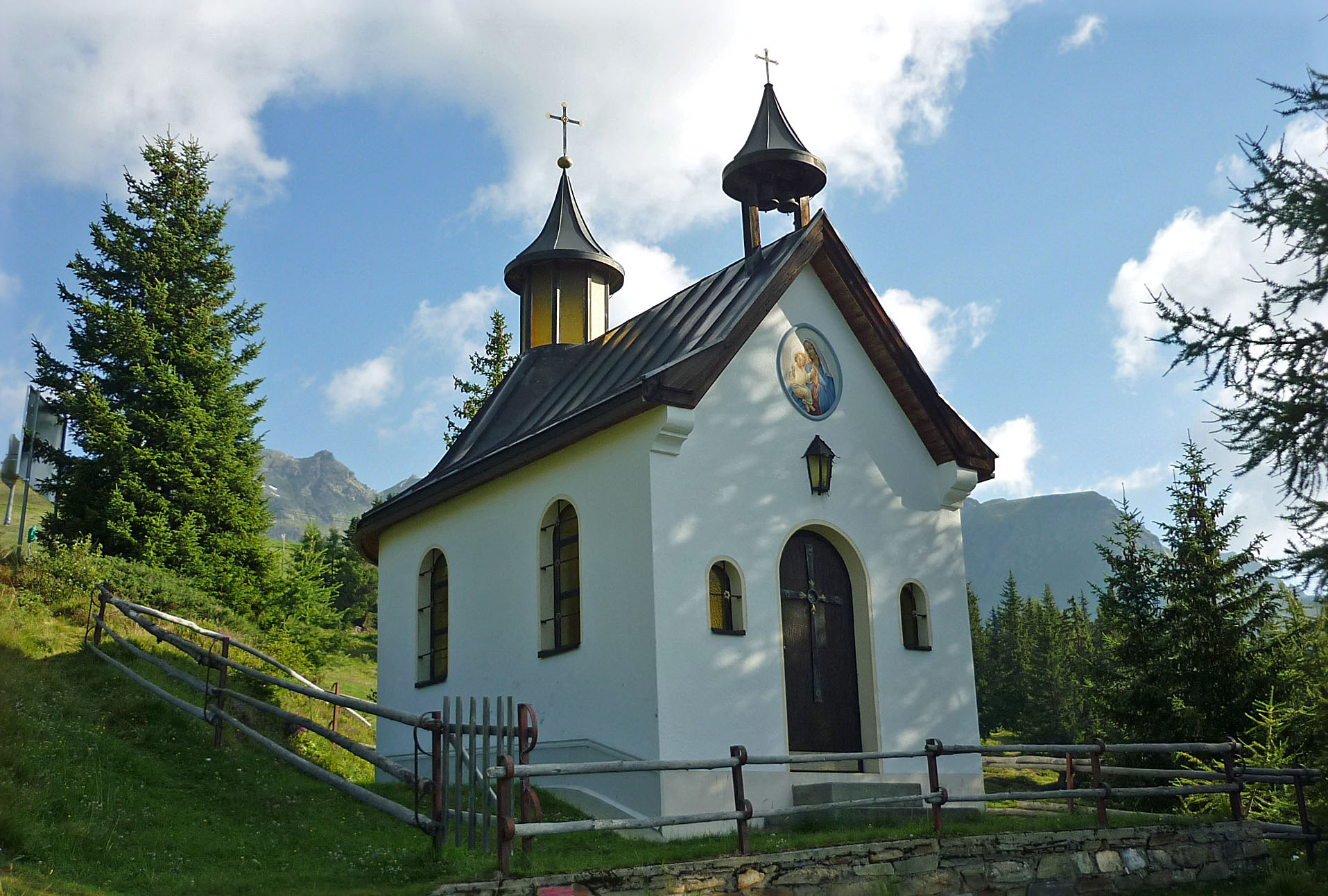
Kapelle

Neben dem Gasthof wurde von 1975 bis 1979 die Kapelle auf der Alpe Dias erbaut, die ebenfalls unter Denkmalschutz steht (Listeneintrag).
Später wurde das Gelände unter- und oberhalb der alten Alpsiedlung mit Seilbahnen erschlossen. Es wurden zwei Speicherseen für die Beschneiung angelegt und es entstanden das Sunny Mountain sowie das Almstüberl, welches auch als Neue Dias Alpe bezeichnet wird.
So ist das Gebiet heute sowohl im Sommer als auch im Winter für den Tourismus erschlossen. Bergwanderer können von hier die Niederelbehütte und die Edmund-Graf-Hütte erreichen.